# Fu Manchu (banda)
Fu Manchu es una banda de stoner rock del sur de California, formada en 1985 en el Condado de Orange.

## Historia
Fu Manchu poseen influencias del acid rock y el hard rock de los años 60 y 70, en especial de Black Sabbath, aunque también recogen en su sonido reminiscencias de Led Zeppelin, Deep Purple, el hardcore punk de Black Flag y Bl'ast!, o el rock 70's de los Blue Oyster Cult.
Este proyecto deriva de un grupo llamado Virulence, conjunto en el que se encontraban el cantante y guitarrista Scott Hill, el bajista Greg McCaughey y el batería Ruben Romano, quienes grabaron con el cantante Ken Pucci en el año 1989 el álbum “If This Isn't a Dream…” antes de rebautizarse con el nombre del conocido personaje de Sax Rohmer.
Antes de grabar su primer álbum de estudio se produjeron varios cambios en la formación. Pucci fue sustituido por Glen Chivens, quien también duró poco en la banda, adoptando Hill el puesto de vocalista. McCaughey dejó su puesto de bajista que fue ocupado por Mark Abshire. El guitarrista Scott Votaw grabó los primeros singles del grupo, entre ellos su debut “Kept Between Trees” de 1990, pero antes del álbum fue sustituido por Eddie Glass.
Hill, Glass, Romano y Abshire formaron el cuarteto de Fu Manchu que publicó “No One Rides for Free” (1994), disco aparecido en el sello independiente de Los Ángeles, Bong Load Custom Records, el cual incluía temas como “Ojo Rojo” o “Super Bird”, con riffs contundentes, distorsión guitarrera a lo Black Sabbath, y usuales textos sobre coches, carreteras y chicas, muy propios del rock clásico de los 50. 
Brant Bjork, miembro de Kyuss en la época, se encargó de la producción del álbum.
El segundo disco de Fu Manchu fue “Daredevil” (1995), un álbum con canciones como “Travel Agent”, “Coyote Duster” o “Space Farm” en donde aparecía el bajista Brad Davis, intérprete también de theremín que sustituyó a Abshire en la banda.
“Daredevil” fue producido por el dúo Rob Schnapf y Tom Rothrock.
El último disco de Fu Manchu con la participación de Eddie Glass y Ruben Romano fue “In Search of…” (1996), su primer trabajo editado en Mammoth Records. Glass y Romano formaron el grupo Nebula después de la grabación de este álbum, uno de los más destacados de la discografía de los Fu Manchu.
El ex Kyuss Brant Bjork se ocupó de las baquetas reemplazando a Romano, y Bob Walch se hizo con la guitarra que dejó Eddie Glass. Ambos participaron en “The Action Is Go” (1997), un disco producido por Jay Yuenger, guitarrista del grupo White Zombie que también se ocupó de tocar los teclados.
Un año después de “The Action Is Go” apareció una recopilación de singles de comienzos de su carrera, “Return to Earth” (1998), el disco previo a “Eatin' Dust” (1999), álbum editado en Man's Ruin Records que fue recibido con júbilo por sus seguidores.
Su siguiente álbum, “King of the Road” (2000), incluyó una versión de “Freedom of Choice”, original del grupo new wave Devo. 
Tras “California Crossing” (2001) Bjork abandonó a sus compañeros y entró en el grupo el batería Scott Reeder, quien a pesar de tener el mismo nombre no tiene nada que ver con el Scott Reeder de Kyuss.

## Integrantes actuales
- Scott Hill - cantante y guitarra
- Bob Balch - guitarra
- Scott Reeder- batería
- Brad Davis - bajo

## Discografía
| Año  | Álbum                   | Compañía discográfica  |
| ---- | ----------------------- | ---------------------- |
| 1994 | No One Rides for Free   | Bong Load Records      |
| 1995 | Daredevil               | Bong Load Records      |
| 1996 | In Search of...         | Mammoth Records        |
| 1997 | The Action Is Go        | Mammoth Records        |
| 1999 | Eatin' Dust             | Man's Ruin             |
| 2000 | King of the Road        | Mammoth Records        |
| 2002 | California Crossing     | Mammoth Records        |
| 2003 | Go for It... Live!      | Steamhammer            |
| 2004 | Start the Machine       | DRT Entertainment      |
| 2007 | We Must Obey            | Liquor and Poker Music |
| 2009 | Signs of Infinite Power | Liquor and Poker Music |
| 2014 | Gigantoid               | At the Dojo Records    |
| 2018 | Clone of the Universe   | At the Dojo Records    |
| 2024 | The Return Of Tomorrow  | At the Dojo Records    |